# 本荘城
本荘城（ほんじょうじょう）は、秋田県由利本荘市にあった日本の城（平山城）。江戸時代には本荘藩の藩庁が置かれた。別名鶴舞城・尾崎城とも。

## 概要
山形城主最上義光は、慶長出羽合戦により由利郡を手に入れ、慶長8年（1603年）に重臣の楯岡満茂が4万5千石で入封した。当初は赤尾津城（由利本荘市岩城下蛇田）を居城としたものの、立地の不便さから慶長18年（1613年）尾崎山に本城城を築き居城とした。
元和8年（1622年）最上氏が改易されると、5万5千石で本多正純が宇都宮15万石より移封されたが、この時、幕府の命により城郭が破却された。翌年の元和9年（1623年）、正純は久保田藩の佐竹氏預かりとなる。
同年に、六郷政乗が2万2千石で入封し、城を石高に合わせ縮小して修復し、城下町も形成した。この時点でも本城と書かれていたが、六郷政勝の代に本荘と改名された。以後明治維新まで六郷氏11代の居城となった。
戊辰戦争では官軍側に属したため、奥羽越列藩同盟側に立った鶴岡藩勢の攻撃を受け、城主の六郷政鑑は城に火を掛け逃亡した。
明治2年（1869年）、版籍奉還に伴い廃城となった。

## 構造
城郭は、本丸、二の丸、三の丸の三郭から成り、本丸には、諏訪神社が置かれた。築城当初より天守閣は無かったが、代用として本丸に二重櫓があった。居館は三の丸に置かれた。

## 遺構

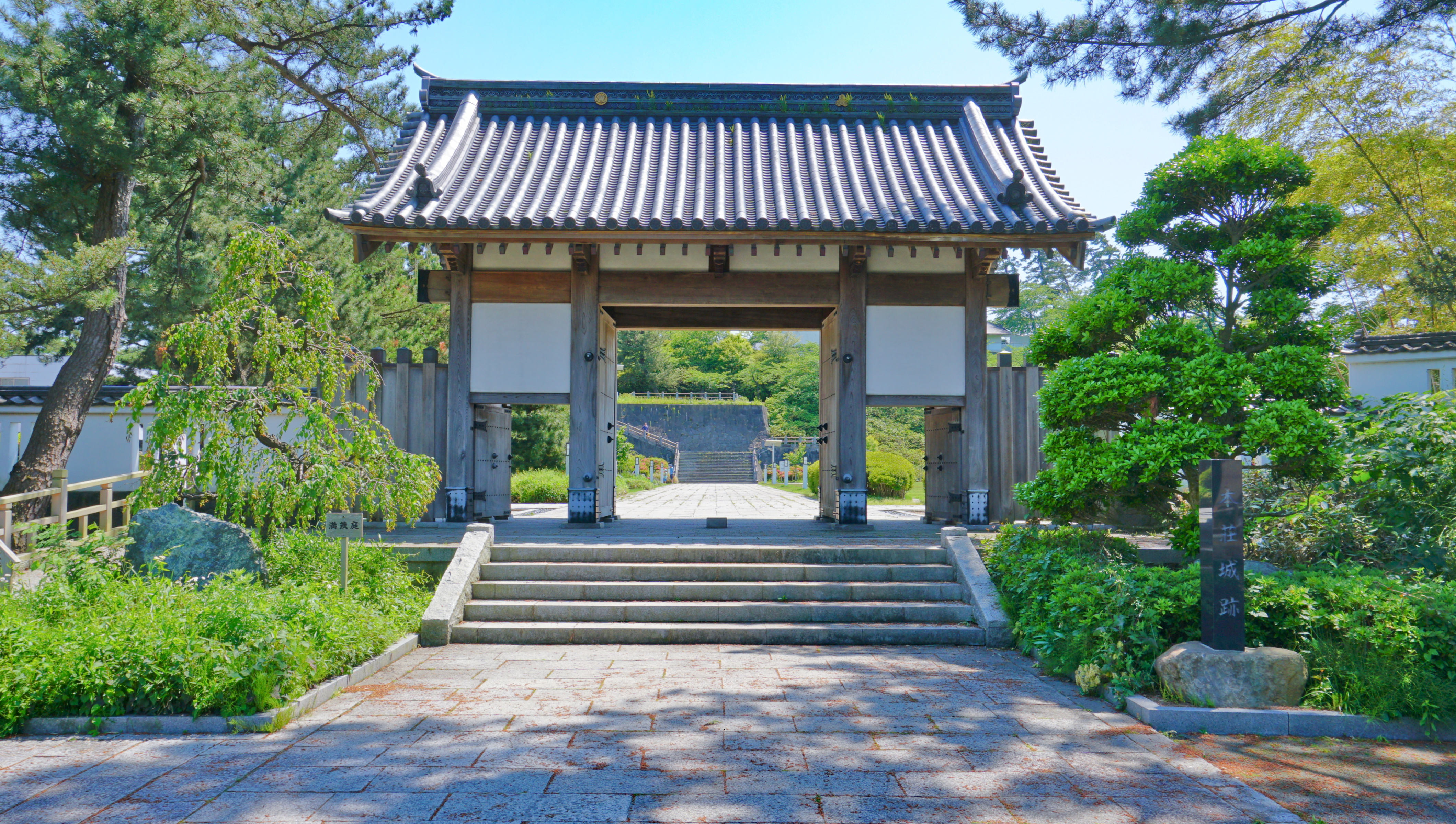
復元された大手門

現在城跡主要部は本荘公園になり、土塁および堀が残る。また、三の丸には模擬城門が築かれている。

## その他
由利本荘市市街にある二つの小学校、鶴舞小学校と尾崎小学校の校名はいずれも本荘城の別称にちなむものである。